# María Pérez Rabaza
María Pérez Rabaza (* 24. Dezember 2001 in Sant Fost de Campsentelles) ist eine spanische Fußballspielerin.

## Karriere

### Vereine
Nach ihrer Jugend, in welcher sie bis 2015 bei UE Sant Fost CF und danach bis 2018 bei CF La Roca Penya Blanc-Blava sowie von da an wiederum bis 2020 bei CF Damm, aktiv war, schloss sie sich zur Saison 2020/21 der B-Mannschaft des FC Barcelona an. Seit der Saison 2023/24 gehört sie fest der ersten Mannschaft an. Bereits in der Saison 2020/21 kam sie per Einwechslung zu ihrem Debüt in der Primera División.

### Nationalmannschaft
Im Oktober und November 2021 kam sie für die spanische U23 jeweils zu Länderspieleinsätzen. Ihre erste Nominierung für die A-Nationalmannschaft erhielt sie schließlich im November 2022. Hier erhielt sie bei einem 1:0-Freundschaftsspielsieg über Japan auch gleich ihren ersten Einsatz. Hier wurde sie zur 88. Minute für Maite Oroz eingewechselt. In den folgenden Monaten kam sie zu weiteren Freundschaftsspieleinsätzen.
Am 30. Juni 2023 wurde sie für den finalen Kader bei der Weltmeisterschaft 2023 nominiert.

## Titel
- Weltmeisterin: 2023